# 보건물리학
보건물리학(Health physics)은 잠재적인 방사선 위험으로부터 사람과 환경을 보호하는 동시에 방사선의 유익한 사용을 향유할 수 있도록 하는 데 전념하는 직업이다. 보건물리학자는 일반적으로 방사선 방호 원칙 및 밀접하게 관련된 과학의 이론 및 적용에 대한 전문 지식을 입증하는 4년제 학사 학위 및 자격을 갖춘 경험이 필요하다. 보건물리학자는 주로 방사성 핵종 또는 기타 전리 방사선원(예: X선 발생기)을 사용하거나 생산하는 시설에서 근무한다. 여기에는 연구, 산업, 교육, 의료 시설, 원자력, 군사, 환경 보호, 정부 규제 시행, 오염 제거 및 폐기가 포함된다. 보건물리학자를 위한 교육과 경험의 조합은 보건물리학자가 종사하는 특정 분야에 따라 다르다.